# 1CRM
1CRM ist eine kommerzielle Software für das Kundenbeziehungsmanagement (Customer-Relationship-Management), deren Quellcode größtenteils Open Source ist. Die Webanwendung basiert auf der Skriptsprache PHP, der Datenbank MySQL und unterstützt Windows, Mac OS sowie alle weiteren Unix-basierten Systeme. Drittsoftware kann über die SOAP- oder REST-Schnittstelle mit 1CRM kommunizieren.

## Geschichte
Das erste 1CRM-Release wurde im Jahr 2005 von dem kanadischen Unternehmen 1CRM Corp. veröffentlicht. Damals wurde die Software noch unter dem Namen info@hand vertrieben. Die Webanwendung wurde jedoch im Jahr 2012 an den Namen des Unternehmens angepasst und in 1CRM umbenannt.
1CRM basierte ursprünglich auf SugarCRM. Die ursprüngliche Basis wurde allerdings umfangreich erweitert und performanter gemacht. Inzwischen wurde die gesamte IT-Architektur re-evaluiert und gründlich überarbeitet.
Das Release von 1CRM 7.8 im November 2015 brachte unter anderem ein neues modernes Theme, weitere Anpassungsmöglichkeiten und eine Telefonie-Integration mit sich.
Die zukünftige Entwicklung konzentriert sich auf eine optimierte REST-Schnittstelle, um die Anbindung von Partnersoftware zu erleichtern. Außerdem wird die Integration von weiteren Drittanbietern wie Trello, Shopify oder Zapier evaluiert. Die Anpassbarkeit und Usability soll ebenfalls weiter ausgebaut werden.

## Funktionen
- Firmenverwaltung und Kundenverwaltung
- Kommunikation mit Kunden und Teammitgliedern (E-Mail, Terminverwaltung, Kalender, Telefonie, Wissensplattform, Notizen)
- Chancen- und Opportunity-Management
- Automatisierte Marketing-Kampagnen (E-Mail-Kampagnen, Drip-Feed etc.)
- Dokumente mit Kunden verknüpfen
- Verkaufsdiagramme und Berichte
- Faktura & Logistik
- Erstellen von Servicefällen mit Zeitbuchung und Verknüpfung zum Kunden
- Projektmanagement
- Erstellen von eigenen Dashboards sowie weitere Funktionen zur Personalisierung

## Erweiterungen
In 1CRM ist Software von Drittherstellern entweder standardmäßig integriert oder per Erweiterung integrierbar. Im Folgenden ist eine Auswahl von integrierter oder integrierbarer Partnersoftware aufgelistet.

### Integrierte Partnersoftware
- Dropbox
- Google Apps
- Skype
- Social-Media-Verknüpfung (Facebook, LinkedIn, XING, Google+, Twitter)

### Verfügbare Erweiterungen
- Outlook
- WordPress
- WooCommerce
- TYPO3
- Joomla
- Magento
- starface CTI[8][9]

## Lizenzmodelle
- On-Premises
- Cloud
- verschiedene Editionen (Startup, Startup+, Professional, Enterprise)

### Kostenfreie Startup Edition
1CRM bietet eine kostenfreie Edition für Freiberufler, Gründer und kleine Teams zum Download. Die 1CRM Startup Edition ist nur dann kostenfrei, wenn sie mit der On-Premises-Lizenz betrieben wird. Sie ist außerdem keine Trial-Version, sondern zeitlich unbegrenzt privat wie auch geschäftlich nutzbar. Limitiert ist sie in der Anzahl der Benutzer und Kontakte:
- 3 Benutzer
- 300 Firmen
- 750 Kontakte / Interessenten / Zielkunden

## Auszeichnungen und Zertifizierungen
- Die Initiative Mittelstand verlieh 1CRM das Prädikat BEST OF 2016 in den Kategorien CRM für 1CRM mit WooCommerce-Integration.[11]
- Die Initiative Cloud Services Made in Germany zertifizierte 1CRM als „sichere und rechtlich unbedenkliche“ Cloud-Service-Lösung.[12]

## Mediale Beachtung
1CRM wurde auf Fachkonferenzen vorgestellt und findet zunehmend mediale Beachtung in Fachmagazinen und Vergleichsportalen.

### Fachkonferenzen
- 2010 war 1CRM als info@hand auf der Messe IT & Business in Stuttgart vertreten mit rund 10.000 Besuchern und 322 Ausstellern.[13]
- 2013 wurde die damals neue Version 7.1 von 1CRM bzw. info@hand auf der CeBIT vorgestellt.[14]
- 2014 und 2015 war 1CRM ebenfalls unter dem früheren Namen info@hand auf der CeBIT vertreten.[15][16]

### Testberichte und Reviews
- GIGA kam zum Schluss, dass das CRM-System „gut geeignet für ein effektives Kundenmanagement in kleinen und mittelständischen Unternehmen [ist]“.[17]
- Das amerikanische IT-Unternehmen Software Advice, das auf IT-Forschung- und Beratung spezialisiert ist, bewertet das System als geeignete Komplettlösung für B2B- und B2C-Unternehmen.[18]
- trusted hat sich 1CRM angeschaut und findet die Bedienung übersichtlich, das Tarifangebot sehr flexibel und den Support „gut aufgestellt“. trusted wünscht sich mehr Schnittstellen, hebt aber die native Integration der vorhandenen Schnittstellen hervor.[19]

### Vergleiche
- Die Computerwoche[20] verglich 1CRM mit weiteren drei webbasierten Open-Source-Systemen: XRMS, vtiger/vtiger VTC und Sugar Community Edition/Pro Edition. Als Fazit werden alle vier Systeme als geeignet für Vertrieb, Marketing und Support bewertet – Unterschiede liegen in der Abbildung von Prozessen. Daher hängt die Empfehlung für ein System von den internen Prozessen des jeweiligen Unternehmens ab.
- Die Systemhaus.com IT Beratungs GmbH[21] verglich 1CRM mit 9 weiteren beliebten CRM-Software-Anbietern. Systemhaus.com empfiehlt 1CRM kleinen und mittelständischen Unternehmen zur digitalen Transformation und Vereinfachung von Geschäftsprozessen.
- Das CRM-Fachmagazin CRMmanager lobt den „großen Funktionsumfang“ und das „flexible Lizenzmodell“, bemängelt allerdings die mobile Oberfläche als „nicht mehr ganz zeitgemäß“.[22]
- MICEstens digital setzt die Eventmanagement-Funktionalität von 1CRM in einen Vergleich mit weiteren Eventmanagement-Systemen.[23]

### Empfehlungen und Erwähnungen in den Medien
- t3n führt 1CRM in ihrer CRM-Systemübersicht[24] auf.
- Im Podcast von Lars Bobach[25] bewertet der Unternehmer Heinz Leuters 1CRM als geeignete Lösung für Alleinunternehmer.
- Für-Gründer.de[26] und die Initiative Mittelstand[27] empfehlen Gründern die kostenfreie Startup Edition von 1CRM.
- ExpertenDerIT[28] weist darauf hin, dass einige Online-Magazine und Blogs den Speicherort der Kundendaten in ihren CRM-Empfehlungen nicht miteinbeziehen. Deshalb erstellte ExpertenDerIT eine eigene Empfehlungsliste mit CRM-Systemen in der Cloud, die sich für Unternehmen mit bis zu 100 Mitarbeitern eignen und die Kundendaten innerhalb der EU speichern. Die 1CRM Cloud-Editionen sind Teil dieser Empfehlungsliste.
- Host Europe empfiehlt 1CRM als Cloud-Kontaktmanagement für Unternehmer und Selbständige.[29]
- ChannelPartner führt 1CRM als „[e]tablierte Unternehmenslösungen für kleine und mittelständische Unternehmen aus dem Open-Source-Bereich“ auf.[30]